# Острогота
Острогота (Ostrogotha, Patientia, the Patient, Chief of Greutingi) — перший король остготів (гревтунгів). Народився близько 180 р. у Готікскандзі (сучасна Польща), помер близько 250 в Скіфії (Північне Причорномор'я, сучасна Україна).
Син Гізарнія «Залізного чоловіка» з клану Амалів. Батько Гунуіла.
На думку сучасних українських дослідників, Острогота (давн.-герм. та лат.: Austraguta, Eastgota, Ostrogotha) — верховний керманич (регул або дікастес) готів з роду Амалів, син Ісарни (Hisarna). В середині III ст. Острогота керував величезним об’єднанням племен готів, гепідів, вандалів-асдінгів, тайфалів, карпів, бастарнів та інш. З нових фрагментів «Скіфської війни» Дексіппа (введених у науковий обіг у 2014–2015 рр. Г. Мартіном та Я. Грушковою) витікає, що в 251 Острогота знаходився у Нижній Мезії на Балканах на чолі 50-тисячного війська германців.